# Avinhão
Avinhão ou Avignon (em francês: Avignon) é uma cidade do sul de França que durante vários anos foi a residência dos Papas da Igreja Católica. Está situada na margem esquerda do rio Ródano, no departamento de Valclusa, a cerca de 650 km a sudeste de Paris e a 80 km a noroeste de Marselha. Tem cerca de 95 000 habitantes.Era chamada Avénio (em latim: Avenio) ou Avénio Cavaro (em latim: Avenio Cavarum) durante o período romano.

## Património mundial
Desde 1995 o Centro Histórico de Avinhão, incluindo o Palais des Papes, uma das maiores e mais importantes construções da arquitetura gótica na Europa, faz parte da lista de Patrimónios Mundiais da Organização das Nações Unidas para a Educação, a Ciência e a Cultura (UNESCO).

## História
Habitada desde o tempo dos Celtas, é famosa por se ter convertido na residência dos Papas em 1309, quando se encontrava sob governo dos reis da Sicília pertencentes à casa de Anjou. Em 1348, o Papa Clemente VI adquiriu a cidade à rainha Joana I da Sicília e permaneceu como propriedade papal até 1791, quando foi incorporada no resto de França durante a Revolução Francesa.
Houve sete Papas que lá residiram entre 1309 e 1377:
- Papa Clemente V
- Papa João XXII
- Papa Bento XII
- Papa Clemente VI
- Papa Inocêncio VI
- Papa Urbano V
- Papa Gregório XI

Este período (1309-1377) em que os papas estabeleceram residência em Avinhão é conhecido como o Papado de Avinhão, que teve início quando o papa Clemente V fixou residência em Avignon, propriedade do rei de Nápoles, Carlos de Anjou. Em 1377, o papa Gregório XI decidiu recuperar o trono de São Pedro, em Roma, o que não reconstruiu a unidade do papado, e sim provocou a pior crise de sua história: o Grande Cisma do Ocidente, com dois ou mais papas simultaneamente em Avinhão e Roma, e que só seria ultrapassado em 1417.
Os Antipapas Clemente VII e Bento XIII continuaram a residir em Avinhão depois dos Papas terem regressado a Roma em 1377. Clemente VII permaneceu na cidade durante todo o seu pontificado 1378-1394 enquanto que Bento XIII viveu lá até à fuga para Aragão.
Avinhão era sede episcopal desde o ano 70, e foi convertida em Arcebispado em 1476.  Foi sede de vários sínodos de menor importância. A sua universidade foi fundada pelo Papa Bonifácio VIII em 1303 e devido à reputação dos cursos de direito teve grande importância até à Revolução Francesa.
As muralhas da cidade, em bom estado de conservação, foram construídas pelos Papas imediatamente a seguir da mudança de residência para este lugar. O palácio papal, Palais des Papes, é um enorme edifício gótico com muros de 5 a 5,5 m de espessura, que foi construído entre 1335 e 1364. Depois de regressar a Roma a corte papal, foi utilizado como quartel e actualmente é um rico e muito visitado museu.
Outro ponto de interesse em Avinhão é a ponte sobre o Rio Ródano, da qual só restam quatro arcos dos 22 que inicialmente tinha. A ponte, famosa por uma canção infantil francesa (Sur le pont d'Avignon) foi construída entre 1171 e 1185, com sucessivas reconstruções. Finalmente, depois de uma forte enchente do Ródano em 1660, a ponte ficou nas condições que apresenta actualmente. A cidade é palco anual de um importante festival de teatro, realizado desde 1947.